# Afsluiting (verzameling)
In de wiskunde is de afsluiting van een verzameling {\displaystyle A} ten aanzien van een bepaalde eigenschap, de kleinste verzameling met die eigenschap waarvan {\displaystyle A} een deelverzameling is.
Een verzameling heet gesloten onder een bepaalde operatie als deze operatie toegepast op elementen van die verzameling een element van dezelfde verzameling als resultaat geeft. De reële getallen zijn bijvoorbeeld gesloten onder de operatie aftrekken, maar de natuurlijke getallen zijn dit niet: 3 en 7 zijn beide natuurlijke getallen, maar het resultaat van de operatie 3 − 7 is -4 (duidelijk geen natuurlijk getal). Op dezelfde wijze zegt men dat een verzameling {\displaystyle A} gesloten is onder een verzameling van bewerkingen, als {\displaystyle A} gesloten is onder elk van de individuele bewerkingen.
Als een verzameling {\displaystyle S} niet gesloten is onder bepaalde bewerkingen, kan men meestal een kleinste gesloten verzameling vinden, de afsluiting van {\displaystyle S}, met betrekking tot deze bewerkingen, waarvan {\displaystyle S} een deelverzameling is.  
De afsluiting onder aftrekken van de verzameling van natuurlijke getallen, gezien als een deelverzameling van de reële getallen, is bijvoorbeeld de verzameling van de gehele getallen.

## Voorbeelden
- De reflexieve afsluiting van {\displaystyle R}, genoteerd als {\displaystyle R^{=}}, is de tweeplaatsige relatie {\displaystyle R^{=}} op {\displaystyle X} bepaald door:

{\displaystyle xR^{=}y\quad } als {\displaystyle \quad xRy} of {\displaystyle x=y}.
- De transitieve afsluiting {\displaystyle R^{+}} van een tweeplaatsige relatie {\displaystyle R} op een verzameling {\displaystyle M} is de kleinste transitieve relatie op {\displaystyle M} die {\displaystyle R} omvat. Dat wil zeggen dat voor twee elementen {\displaystyle x} en {\displaystyle y} uit {\displaystyle M} geldt dat {\displaystyle xR^{+}y} alleen bestaat als er een rij elementen {\displaystyle x_{0},x_{1},\ldots ,x_{n}} bestaat met {\displaystyle x_{0}=x}, {\displaystyle x_{n}=y} en {\displaystyle n\geq 1}, zodat {\displaystyle x_{i}Rx_{i+1}} voor {\displaystyle 0\leq i<n}.
- De reflexief-transitieve afsluiting van iedere homogene tweeplaatsige relatie is een preorde.
- Een afsluiting in de topologie van een deelverzameling van een topologische ruimte wordt gevormd door de deelverzameling uit te breiden met haar ophopingspunten. De afsluiting is daarmee de kleinste uitbreiding die gesloten is.
- Binnen de logica kent men de deductieve afsluiting waarbij een verzameling proposities wordt afgesloten onder een verzameling afleidingsregels.